# Lupu Pick
Lupu Pick (Iași, 2 gennaio 1886 – Berlino, 7 marzo 1931) è stato un attore, regista, sceneggiatore e produttore cinematografico rumeno che lavorò in Germania all'epoca del muto.

## Biografia
Figlio di padre austriaco e di madre rumena, nacque in Romania ma, dagli undici anni, crebbe a Berlino dove la famiglia si era trasferita. Fin da bambino, entrò a far parte di un gruppo teatrale scolastico. Dopo il diploma, lavorò come apprendista, mentre, nel contempo, prendeva lezioni di recitazione; nel 1909, iniziò la sua carriera artistica allo Schillertheater di Altona. A Flensburg, durante una recita, conobbe l'attrice Edith Posca che avrebbe sposato tre anni più tardi. Dal 1913 al 1918, entrò nella compagnia del Kleine Theater di Berlino dove lavorò per cinque anni.
Dopo la guerra, recitò a teatro ancora saltuariamente fino al 1930, quando si ritirò definitivamente. Negli anni dieci, aveva iniziato a lavorare per il cinema, cominciando come attore nel 1910, in Japanisches Opfer.

## Filmografia

### Regista
- Die Liebe des Van Royk (1918)
- Der Weltspiegel (1918)
- Die Rothenburger (1918)
- Die tolle Heirat von Laló (1918)
- Mr. Wu (1919)
- Mein Wille ist Gesetz (1919)
- Marionetten der Leidenschaft (1919)
- Kitsch (1919)
- Die Herrenschneiderin (1919)
- Der Terministenklub (1919)
- Der Herr über Leben und Tod (1919)
- Seelenverkäufer (1919)
- Tötet nicht mehr (1920)
- Niemand weiß es (1920)
- Das lachende Grauen (1920)
- Der Dummkopf (1921)
- Scherben (1921)
- Grausige Nächte (1921)
- Aus den Erinnerungen eines Frauenarztes - 1. Fliehende Schatten, co-regia Gerhard Lamprecht (1922)
- Aus den Erinnerungen eines Frauenarztes - 2. Lüge und Wahrheit, co- regia Gerhard Lamprecht (1922)
- Il paradiso delle signore (Zum Paradies der Damen) (1922)
- Oliver Twist (1922)
- Weltspiegel (1923)
- Sylvester (1924)
- Misericordia (1924)
- Karl Hau (1926)
- Das Haus der Lüge (1926)
- Das Panzergewölbe (1926)
- A Knight in London (1928)
- Sant'Elena (Napoleon auf St. Helena) (1929)
- Gassenhauer (1931)
- Les Quatre Vagabonds (1931)

### Attore (parziale)
- Japanisches Opfer, regia di Adolf Gärtner (1910)
- Die Pagode, regia di Joe May (1914)
- Stuart Webbs: Die geheimnisvolle Villa, regia di Joe May (1914)
- Und wandern sollst Du ruhelos, regia di Richard Oswald (1915)
- Satan Opium, regia di Siegfried Dessauer (1915)
- Schlemihl, regia di Richard Oswald (1915)
- Auf der Alm, da gibt's ka Sünd, regia di Rudolf Biebrach (1915)
- Nächte des Grauens, regia di Richard Oswald e Arthur Robison (1916)
- Hoffmanns Erzählungen, regia di Richard Oswald (1916)
- Der Schloßherr von Hohenstein, regia di Richard Oswald (1917)
- Die Rothenburger, regia di Lulu Pick (1918)
- Mr. Wu, regia di Lupu Pick (1919)
- Niemand weiß es, regia di Lupu Pick (1920)
- Der Dummkopf, regia di Lupu Pick (1921)
- Scherben, regia di Lupu Pick (1921)
- Aus den Erinnerungen eines Frauenarztes - 1. Fliehende Schatten, regia di Lupu Pick e Gerhard Lamprecht (1922)
- Aus den Erinnerungen eines Frauenarztes - 2. Lüge und Wahrheit, regia di Lupu Pick e Gerhard Lamprecht (1922)
- Il paradiso delle signore (Zum Paradies der Damen), regia di Lupu Pick (1922)
- Grandi manovre d'amore (Der Feldherrnhügel), regia di Hans-Otto Löwenstein e Erich Schönfelder (1926)
- Die letzte Droschke von Berlin, regia di Carl Boese (1926)
- L'inafferrabile (Spione), regia di Fritz Lang (1928)

### Sceneggiatore (parziale)
- Die tolle Heirat von Laló, regia di Lupu Pick (1918)
- Mr. Wu, regia di Lupu Pick (1919)
- Mein Wille ist Gesetz, regia di Lupu Pick (1919)
- Niemand weiß es, regia di Lupu Pick (1920)
- Scherben, regia di Lupu Pick (1921)
- Il paradiso delle signore (Zum Paradies der Damen), regia di Lupu Pick (1922)

### Produttore (parziale)
- Mr. Wu, regia di Lupu Pick (1919)

### Film o documentari dove appare Lupu Pick
- Rund um die Liebe, regia di Oskar Kalbus - filmati di repertorio (1929)